# Melanargia brunneocosta
Melanargia brunneocosta är en fjärilsart som beskrevs av Barend J. Lempke 1957. Melanargia brunneocosta ingår i släktet Melanargia och familjen praktfjärilar. Inga underarter finns listade i Catalogue of Life.